# Nervio coclear
El nervio coclear es el nervio encargado de la función auditiva. Está conformado por varias ramas que provienen del conducto coclear para después pasar por el modiolo y unirse al salir de la cóclea en el nervio coclear para seguir avanzando y salir mediante el meato acústico interno junto con el nervio vestibular y formar el nervio vestibulococlear, pasar por la fosa craneal posterior e introducirse en la porción lateral del tronco cerebral a nivel de bulbo raquídeo hacia los núcleos dorsales ventrales y centrales para por último, mediante la via auditiva, llegar a la corteza auditiva mediante la radiación auditiva y transmitir los impulsos nerviosos producidos por el sonido.
- Datos: Q2519137